# Mesosetum arenarium
Mesosetum arenarium är en gräsart som beskrevs av Jason Richard Swallen. Mesosetum arenarium ingår i släktet Mesosetum och familjen gräs. Inga underarter finns listade i Catalogue of Life.